# Laughing Anne
Laughing Anne (bra Torturada pela Paixão) é um filme britânico de 1953, dos gêneros drama e aventura, dirigido por Herbert Wilcox e lançado em 1953, com roteiro baseado no conto "Because of the dollars", de Joseph Conrad.